# La tigre del Bengala
La tigre del Bengala (Bengal Tiger) è un film del 1936 diretto da Louis King.
È un film drammatico statunitense ambientato in un circo con Barton MacLane, June Travis e Warren Hull. È un remake di Le tigri del Pacifico del 1932.

## Produzione
Il film, diretto da Louis King su una sceneggiatura e un il soggetto di Roy Chanslor e Earl Felton, fu prodotto da Bryan Foy per la Warner Bros. e girato nei Warner Brothers Burbank Studios a Burbank in California I titoli di lavorazione furono The Bengal Killer e Bengal Claws.

## Colonna sonora
- The Billboard - musica di John Klohr
- Circus Day in Dixie - musica di Albert Gumble
- Pettin' in the Park - musica di Harry Warren
- Flashing Blades - musica di Geo. Douglas
- It Looks Like a Big Night Tonight - musica di Egbert Van Alstyne
- Steppin' Along - musica di Geo. Douglas
- The Man on the Flying Trapeze - musica di Gaston Lyle
- Shine On, Harvest Moon - musica di Nora Bayes, parole di Jack Norworth
- The Lion Song - scritta da Leo F. Forbstein
- Mr. and Mrs. Is the Name - musica di Allie Wrubel
- Sweet Georgia Brown - musica di Maceo Pinkard

## Distribuzione
Il film fu distribuito con il titolo Bengal Tiger negli Stati Uniti dal 29 luglio 1936 (première a New York) al cinema dalla Warner Bros.
Altre distribuzioni:
- in Finlandia il 7 febbraio 1937 (Bengalilainen tiikeri)
- in Portogallo il 10 gennaio 1939 (O Tigre de Bengala)
- in Grecia (I tigris tis Vengalis)
- in Brasile (Tigre de Bengala)
- in Italia (La tigre del Bengala)